# Industrieelektroniker
Der Beruf des Industrieelektronikers gliedert sich in die beiden Fachrichtungen Produktionstechnik und Gerätetechnik. Beide Berufe werden seit 1. August 2003 nicht mehr ausgebildet.

## Industrieelektroniker Fachrichtung Produktionstechnik
Industrieelektroniker der Fachrichtung Produktionstechnik arbeiten an den automatisierten Einrichtungen (z. B. Fertigungsstraßen, Industrieroboter) in der Industrie. Maschinen, Anlagen und Prozesse werden für den Betrieb bereit gemacht, eingestellt, gewartet und repariert. Im Zuge dieser Arbeiten werden Steuer- und Prüfprogramme geschrieben bzw. zur Prozessoptimierung oder -änderung angepasst. Störungen im Prozessablauf werden beseitigt, defekte Komponenten werden ausgetauscht oder repariert.
Die Einsatzorte von Industrieelektronikern der Fachrichtung Produktionstechnik sind meist die Montage, Qualitätssicherung und Instandhaltung in großen Industriebetrieben.
Die Ausbildung zum Industrieelektroniker/Produktionstechnik ist seit dem 1. August 2003 nicht mehr möglich. Eine Ablösung erfolgte durch die Ausbildung zum Elektroniker für Automatisierungstechnik (Industrie).

## Industrieelektroniker Fachrichtung Gerätetechnik
Industrieelektroniker der Fachrichtung Gerätetechnik stellen mechanische, elektromechanische und elektronische Bauteile und Geräte her. Für diesen Zweck müssen sie technische Unterlagen lesen und/oder anfertigen, Werkstoffe bearbeiten, elektronische Grundarbeiten ausführen und automatisierte Fertigungseinrichtungen bedienen. Die Funktionsfähigkeit der hergestellten Teile und Geräte wird geprüft, notwendige Korrekturen und Einstellmaßnahmen müssen vorgenommen und die Arbeit muss dokumentiert werden.
Die Einsatzorte von Industrieelektronikern der Fachrichtung Gerätetechnik sind meist die Fertigung, Instandhaltung, Qualitätssicherung und Entwicklung in mittleren und großen Industriebetrieben.
Die Ausbildung zum Industrieelektroniker/Gerätetechnik ist seit dem 1. August 2003 nicht mehr möglich. Eine Ablösung erfolgte durch die Ausbildung zum Elektroniker für Geräte und Systeme.

## Änderung durch die Neuordnung der Elektroberufe (ab August 2003)
Diese Berufsausbildung wurde durch Verordnung vom 3. Juli 2003 (BGBl. I S. 1144) von anderen Industriellen Elektroberufen abgelöst, insbesondere durch die Ausbildungen  
- Elektroniker/Elektronikerin für Betriebstechnik
- Mechatroniker
- Elektroniker/Elektronikerin für Geräte und Systeme

Sie organisieren die Inhalte in Lernfeldern, nicht mehr in fachsystematischen Themenkatalogen.  Das zunehmend eigenverantwortliche Erarbeiten von Inhalten wird gefördert, um die Auszubildenden auf die sich ständig ändernden Inhalte ihres Berufes, ihres Arbeitsplatzes besser vorzubereiten.
Zum 1. August 2009 wurde der Beruf des Industrieelektrikers eingeführt.